# 챔퍼나운 수
수론에서 챔퍼나운 수(영어: Champernowne constant)는 초월수이자 실수인 수학 상수 중 하나로 소수점 이하 자릿수에 특이한 점이 있는 수이다.
데이비드 가웬 챔퍼나운이 만들고 쿠르트 말러(Kurt Mahler)가 이를 증명하였다.

## 정의
십진법에서 챔퍼나운 수는 소수 전개가 1부터 시작하여 연속적인 정수를 쭉 이은 수열인 실수이다.
C10 = 0.12345678910111213141516…  (OEIS의 수열 A033307).
다른 진법에서도 이와 유사하게 챔퍼나운 수를 정의할 수 있다.
C2 = 0.11011100101110111… 2
C3 = 0.12101112202122… 3
챔퍼나운 수는 다음과 같은 무한급수로 정확하게 표현할 수 있다.
{\displaystyle C_{10}=\sum _{n=1}^{\infty }\sum _{k=10^{n-1}}^{10^{n}-1}{\frac {k}{10^{n(k-10^{n-1}+1)+9\sum _{l=1}^{n-1}10^{l-1}l}}}}
{\displaystyle C_{10}=\sum _{n=1}^{\infty }\sum _{k=10^{n-1}}^{10^{n}-1}{\frac {k}{10^{kn-9\sum _{j=0}^{n-1}10^{j}(n-j-1)}}}}
또한, 이 급수를 10과 9 대신에 b와 b-1로 각각 바꿔서 임의의 b진법으로 일반화할 수 있다.
Ck의 숫자들 주기를 챔퍼나운 마디(Champernowne word) 또는 바비어 마디(Barbier word)라고 한다.

## 정규식
모든 진법의 숫자가 균일한 분포를 이루는 경우, 이 실수 x는 정규수라고 한다. 모든 숫자가 나올 확률이 같으며, 두 자리수로 이루어진 모든 숫자가 나올 확률도 같고, 어떠한 개수로 이루어진 모든 숫자가 나올 확률이 같다. 만약 어떠한 실수 x가 b진법에서 이러한 숫자가 균일한 분포를 이룰 경우 그 실수는 b진법에서 정규수를 만족한다고 한다.
만약 우리가 십진법에서 [a0,a1,...]와 같은 수열을 만들 경우 우리는 문자열 [0],[1],[2],...,[9]이 나올 확률이 {\displaystyle {\frac {1}{10}}}이며, 문자열 [0,0],[0,1],...,[9,8],[9,9]이 나타날 확률은 {\displaystyle {\frac {1}{100}}}라고 할 수 있다. 이것이 정규수의 특징이다.
챔퍼나운 자신은 십진법에서 {\displaystyle C_{10}}가 정규수임을 증명했지만, 다른 진법에서의 챔퍼나운 수는 정규수가 아니라고 생각했다.

## 연분수 확장

챔퍼나운 수를 연분수로 나타낸 수의 처음 161개의 몫을 나타낸 그래프이다. 4번째, 18번째, 40번째, 101번째 등등에서는 270보다 크므로 그래프에 나타나지 않는다.

챔퍼나운 수를 연분수로 나타낸 수의 처음 161개 몫을 로그자로 이용하여 나타낸 그래프이다.

챔퍼나운 수의 무한 연분수 형태의 확장은 계속 연구되어 왔다. 커트 멜러는 이 수가 초월수임을 증명했다. 따라서, 이 수의 연분수 형태는 유리수가 아니므로 유한하지 않으며, 주기 연분수도 될 수 없다(이차항을 더 이상 줄일수 없기 때문이다).
이 챔퍼나운 수의 연분수 형태는 여러 작은 수 사이에 매우 큰 수 하나가 끼어 있는 비주기적 형태이다. 예를 들어, 10진법에서는
C10 = [0; 8, 9, 1, 149083, 1, 1, 1, 4, 1, 1, 1, 3, 4, 1, 1, 1, 15,
4 57540 11139 10310 76483 64662 82429 56118 59960 39397 10457 55500 06620 04393 09026 26592 56314 93795 32077 47128 65631 38641 20937 55035 52094 60718 30899 84575 80146 98631 48833 59214 17830 10987,
6, 1, 1, 21, 1, 9, 1, 1, 2, 3, 1, 7, 2, 1, 83, 1, 156, 4, 58, 8, 54, ...].
19번째의 큰 수는 166자리이며, 그 다음으로 나오는 가장 큰 41번째의 수는 2504자리이다. 연분수 사이에 매우 큰 수가 끼어 있다는 사실은 챔퍼나운 수가 큰 수가 나오기 전까지의 디오판토스 근사값을 구할 수 있다는 말과 같다. 예를 들어, 4번째 앞까지 자른 정수열은 {\displaystyle 10/81=0.{\overline {123456790}}}와 같으며, 이는 챔퍼나운 수와 약간의 오차가 있는 1 × 10−9와 같다. 또한, 18번째 앞까지 자른 정수열에서는
{\displaystyle {\frac {60499999499}{490050000000}}=0.123456789{\overline {101112\ldots 96979900010203040506070809}},}
가 나오는데, 이는 챔퍼나운 수와 약간의 오차가 있는9 × 10−190 수와 같다.

## 무리수성 측도
{\displaystyle C_{10}}의 무리수성 측도(irrationality measure)는 {\displaystyle \mu (C_{10})=10}이며, 더욱 일반적으로 어느 {\displaystyle b\geq 2}인 진법에서는 {\displaystyle \mu (C_{b})=b}라고 할 수 있다.

## 역사
1933년에 영국의 수학자 D. G. 챔퍼나운(영어: David Gawen Champernowne)이 도입하였다.

## 같이 보기
- 코페랜드-에르되스 수 - 소수를 이용하여 정의한 비슷한 정규수이다.
- 리오빌레 정수 - 소수점 표현을 이용한 또 다른 정규수이다.